# Riley & Scott

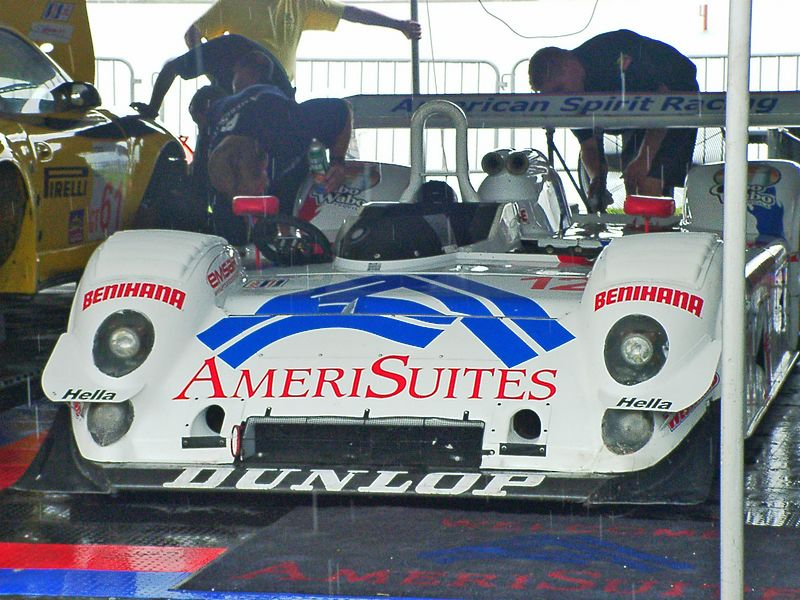
Riley & Scott Mk III utilizado durante a American Le Mans Series em 2003.

Riley & Scott Cars Inc. foi uma construtora de corrida e equipe de corrida, que principalmente fornecia chassis para várias formas de automobilismo, mas trabalhou principalmente em corridas de carros, como a American Le Mans Series e a IndyCar Series. Foi fundada em 1990 por Bob Riley e Mark Scott.
Em 1999 foi comprada pela Reynard Motorsport, quando a empresa desenvolvia o Corvette C5-R para a Chevrolet e o chassis da Cadillac para as 24 Horas de Le Mans, sendo parte da expansão da Reynard. No entanto, a Reynard não foi capaz de sobreviver a expansão e a empresa faliu em 2001. Quando a Reynard foi dissolvida, a Riley & Scott foi dissolvida junto. O co-fundador Bob Riley fundaria sua própria empresa, a Riley Technologies, para continuar a construção de vários projetos no mesmo ano.
Para além dos protótipos, a marca ainda teve uma presença nas corridas de monolugares. A Riley & Scott foi um dos novos construtores de chassis seleccionados para a Indy Racing League em 1997. O monolugar MkV IndyCar foi competitivo logo à partida, mas teve poucos clientes porque o seu carro só ficou pronto na época de 1998, altura em que a maioria das equipas já tinha comprado os chassis Dallara ou G-Force da concorrência. Um Riley & Scott terminou com um 12º lugar nas 500 milhas de Indianápolis de 1999. Acabou por ser substituído pelo MkVIII em 2000. O eventual campeão da série, Buddy Lazier, obteve a única vitória da Riley & Scott em Phoenix em 2000, antes de a empresa se retirar da disciplina. O Mk VIII era competitivo em ovais curtas, mas lamentavelmente fora do ritmo em Indianápolis e noutras pistas de alta velocidade.